# Her Vocation
Her Vocation è un cortometraggio muto del 1915 diretto da James W. Castle.

## Produzione
Il film fu prodotto dalla Edison Manufacturing Company.

## Distribuzione
Distribuito dalla General Film Company, il film - un cortometraggio in tre bobine - uscì nelle sale cinematografiche USA il 16 luglio 1915.